# Arsiè
Arsiè település Olaszországban, Veneto régióban, Belluno megyében. Lakosainak száma 2192 fő (2023. január 1.). Arsiè Valbrenta, Enego, Grigno, Lamon, Seren del Grappa, Castello Tesino és Fonzaso községekkel határos.

## Népesség
A település népességének változása:
| Lakosok száma | 2328 | 2275 | 2192 |
|               | 2017 | 2018 | 2023 |